# 가오화추

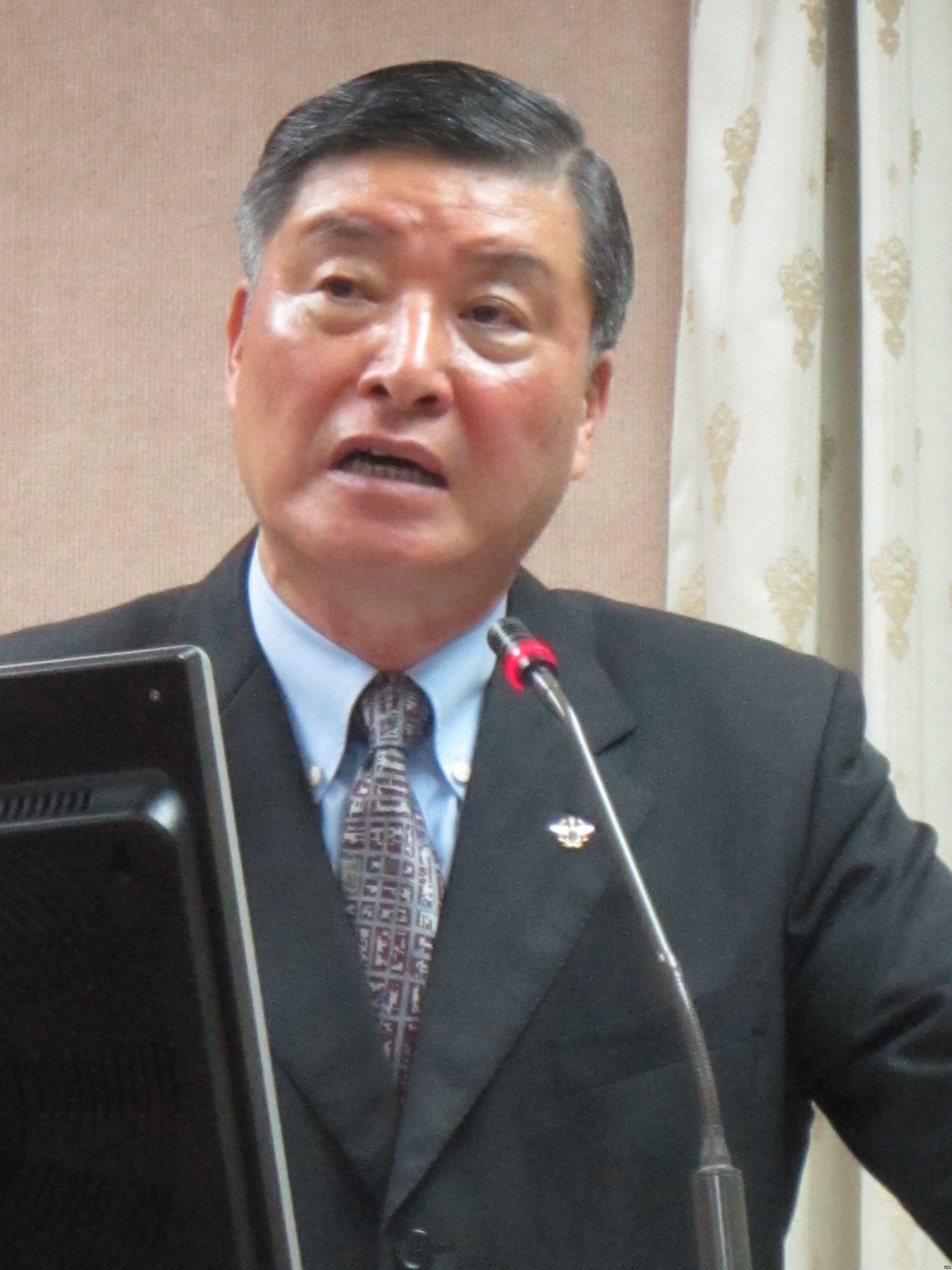
제28대 중화민국 (타이완) 국방부장관 가오화추

가오화주(고화주, 중국어 정체자: 高華柱, 병음: Gāo huázhù, 1946년 10월 2일 ~ )는 예비역 중화민국(타이완) 육군 대장 출신이자 前 중화민국 타이완 국방부 장관이다.

## 생애
개명 前 이름은 가오화추(高華秋)였으며 중화민국 산둥성 지모에서 출생하였고 지난날 한때 중화민국 산둥 성 칭다오에서 잠시 유아기를 보낸 적이 있으며 아직 유아기 시절이던 1948년 2월에 일가족과 함께 칭다오를 떠나 중화민국 타이완 성 타이베이로 이주하였으며 그 후 타이완에서 국립 난터우 고등학교를 거쳐 중화민국 육군 사관학교 37기를 나왔다.

## 같이 보기
- 중화민국 국군